# Patterns (альбом Келси Баллерини)
Patterns  — пятый студийный альбом американской кантри-певицы Келси Баллерини, вышедший 25 октября 2024 года на лейбле Black River . Баллерини выступила сопродюсером альбома вместе с Алисой Вандерхейм. Песня «Cowboys Cry Too» была выпущена в качестве первого сингла 28 июня 2024 года. Три другие песни были выпущены в качестве промо-синглов: «Sorry Mom», «Two Things» и «First Rodeo». Диск Баллерини дебютировал на первых местах в американском чарте Top Country Albums и в британском кантри-чарте, а также на 4-м в Billboard 200.

## История
Баллерини выбрала полностью женский подход к созданию Patterns: она написала и спродюсировала все 15 треков альбома вместе с Алисой Вандерхейм, а также написала несколько песен с Джесси Джо Диллон, Карен Фэйрчайлд и Хиллари Линдси. Она сказала, что процесс произошел «органично» после выездного семинара по написанию песен с ее сотрудницами, в результате чего получился альбом, «созданный из женственности и сестринства».
Продолжая EP Rolling Up the Welcome Mat (2023), который задокументировал конец ее брака, Баллерини описала Patterns как «супер-автобиографический» альбом, отправляющий слушателя в путешествие, если слушать его сверху вниз. Она подчеркнула, что альбом «не является альбомом о любви», сказав: «Я думаю, что весь альбом ведет вас через очень реальное путешествие людей, которые собрались вместе, у которых есть история отношений, история общественных отношений, разное воспитание, разная семейная динамика и все эти вещи, и вы собираетесь вместе, будучи взрослыми, и вам нужно разобраться в своих жизнях, чтобы построить одну вместе. И для меня это самая привлекательная часть любви — разбираться во всем этом и находить ту динамику, которая позволяет вам вместе разрушать эти шаблоны. И я думаю, что это альбом о любви. Просто, возможно, это не то, чего ожидают люди».
Баллерини отметила, что бойфренд Чейз Стоукс присутствовал на протяжении всего процесса создания Patterns и вдохновил ее на песню «How Much Do You Love Me?», которую она назвала «самой мягкой песней» на альбоме. Она назвала «Beg for Your Love» самым уязвимым моментом альбома и следующим шагом после «Leave Me Again», заключительного трека Rolling Up the Welcome Mat.
28 октября 2024 года Баллерини выпустила эксклюзивное цифровое скачивание альбома Patterns через свой официальный сайт, которое включало два бонус-трека: акустическую версию «Two Things» и «To the Men That Love Women After Heartbreak».

## Отзывы
| Оценки критиков | Оценки критиков |
| Источник        | Оценка          |
| --------------- | --------------- |
| Rolling Stone   | [ 1 ]           |
| Holler          | [ 7 ]           |

Альбом получил положительные отзывы музыкальных критиков и интернет-изданий. Автор Rolling Stone Джон Долан дал альбому три с половиной звезды из пяти, положительно отозвавшись о «характерно разнообразной коллекции, в которой она смотрит внутрь себя с честностью и решимостью, оставаясь сильной, но не звуча слишком тяжело». Джоф Оуэн из журнала Holler оценил альбом в девять баллов из десяти, назвав его «грандиозным кантри-попом» и положительно сравнив с альбомами Тейлор Свифт The Tortured Poets Department и Кейси Масгрейвс Star-Crossed, отметив при этом, что «техника восстановления Баллерини кажется более прямолинейной — из старого и в новое. У неё есть новая кровать, под которой стоят её ботинки, и она не тратит много времени на воспоминания о том, что происходило между простынями старой кровати, на которой она спала».

## Итоговые списки критиков
| Публикация    | Ранг | Список                             |
| ------------- | ---- | ---------------------------------- |
| Holler        | 4    | The 25 Best Country Albums of 2024 |
| Rolling Stone | 16   | The 30 Best Country Albums of 2024 |

## Коммерческий успех
Patterns дебютировал на 4-й строчке в Billboard 200, став самым продаваемым альбомом Баллерини на сегодняшний день и вторым в топ-10 после Unapologetically (2017). Он также дебютировал на вершине чарта Billboard Top Country Albums, став первым альбомом Баллерини, достигшим первого места в этом чарте. Он заработал 54 000 эквивалентных альбомных единиц — её лучшую неделю по количеству единиц.

## Список композиций
| №                   | Название                         | Автор(ы)                                                                         | Длительность |
| ------------------- | -------------------------------- | -------------------------------------------------------------------------------- | ------------ |
| 1.                  | «Patterns»                       | Келси Баллерини Jessie Jo Dillon Karen Fairchild Хиллари Линдси Alysa Vanderheym | 3:40         |
| 2.                  | «Sorry Mom»                      | Баллерини Dillon Fairchild Линдси Vanderheym                                     | 3:35         |
| 3.                  | «Baggage»                        | Баллерини Dillon Fairchild Линдси Vanderheym                                     | 2:32         |
| 4.                  | «First Rodeo»                    | Баллерини Dillon Fairchild Линдси Vanderheym                                     | 3:43         |
| 5.                  | «Nothing Really Matters»         | Баллерини Dillon Vanderheym                                                      | 2:37         |
| 6.                  | «How Much Do You Love Me»        | Баллерини Dillon Vanderheym                                                      | 3:33         |
| 7.                  | «Two Things»                     | Баллерини Dillon Fairchild Линдси Vanderheym                                     | 3:35         |
| 8.                  | «We Broke Up»                    | Баллерини Dillon Fairchild Линдси Vanderheym                                     | 2:45         |
| 9.                  | «Wait!»                          | Баллерини Vanderheym                                                             | 3:02         |
| 10.                 | «Beg for Your Love»              | Баллерини Dillon Fairchild Линдси Vanderheym                                     | 3:06         |
| 11.                 | «Deep»                           | Баллерини Dillon Vanderheym                                                      | 2:22         |
| 12.                 | «Cowboys Cry Too» (с Noah Kahan) | Баллерини Noah Kahan Vanderheym                                                  | 3:51         |
| 13.                 | «I Would, Would You»             | Баллерини Dillon Vanderheym                                                      | 2:52         |
| 14.                 | «This Time Last Year»            | Баллерини Vanderheym                                                             | 3:41         |
| 15.                 | «Did You Make It Home?» (outro)  | Баллерини Vanderheym                                                             | 0:59         |
| Общая длительность: | Общая длительность:              | Общая длительность:                                                              | 46:00        |

| №                   | Название                                      | Автор(ы)                                      | Длительность |
| ------------------- | --------------------------------------------- | --------------------------------------------- | ------------ |
| 16.                 | «Two Things» (stripped)                       | Ballerini Dillon Fairchild Lindsey Vanderheym | 3:42         |
| 17.                 | «To the Men That Love Women After Heartbreak» | Ballerini Fairchild Lindsey                   | 2:33         |
| Общая длительность: | Общая длительность:                           | Общая длительность:                           | 52:00        |

## Позиции в чартах
| Чарт (2024)                                  | Высшая позиция |
| -------------------------------------------- | -------------- |
| Австралия (ARIA)                             | 48             |
| Австралия Country Albums (ARIA)              | 4              |
| Канада (Canadian Albums Chart)               | 22             |
| Шотландия (Scottish Albums Chart)            | 46             |
| Великобритания (UK Digital Albums Chart)     | 9              |
| Великобритания Albums Sales (OCC)            | 34             |
| Великобритания (UK Country Albums Chart)     | 1              |
| Великобритания (UK Independent Albums Chart) | 14             |
| США (Billboard 200)                          | 4              |
| США (Billboard Independent Albums)           | 1              |
| США (Billboard Top Country Albums)           | 1              |